# 東京塔攝影棚

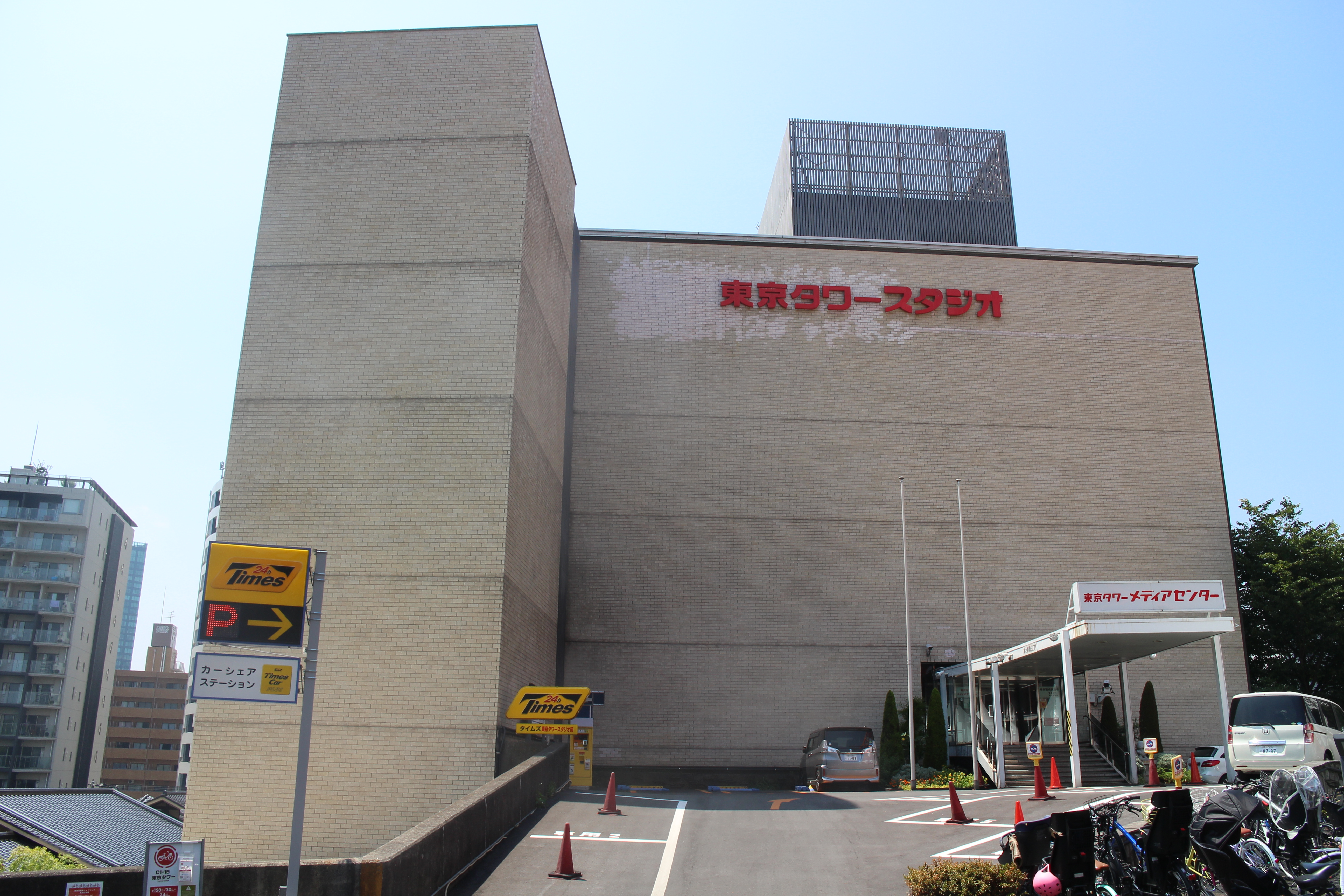

東京塔攝影棚（日语：東京タワースタジオ，とうきょうタワースタジオ）是位於日本東京都港區芝公園四丁目的一座建築，舊名東京塔芝公園攝影棚。現正式名称是東京塔媒體中心。這座建築曾是東京12頻道（現東京電視台）的總部。東京電視台在1985年搬遷至日經電波會館，但該建築仍繼續作為攝影棚使用至2012年。

## 外部連結
- 東京タワースタジオ （页面存档备份，存于）

35°39′28″N 139°44′41.3″E / 35.65778°N 139.744806°E